# Саул Фрідлендер
 Саул (Шауль) Фрідлендер , також  Саул Фрідлендер П. (нім. Saul Friedländer, івр. שאול פרידלנדר; ім'я при народженні Пауль Фрідлендер; 11 жовтня 1932, Прага, Чехословаччина) — Ізраїльський історик, що спеціалізується головним чином на вивченні голокосту.

## Біографія
Народився в німецькомовній єврейській родині, ріс у Франції, куди сім'я переїхала в 1939 році. В 1942—1944 роках переховувався в католицькій школі-інтернаті неподалік від кордону з Швейцарією, де його залишили батьки, які думали сховатися в нейтральній країні (проте прикордонники з формальних причин не пропустили їх через кордон і повернули до Франції, звідти вони були депортовані й загинули в нацистському концтаборі, — син дізнався про це лише в 1946 році. Закінчив Женевський університет, був близький до сіоністського руху. У 1948 році переїхав до Ізраїлю, служив в армії (1951—1953). У 1953—1955 роках вивчав політологію в Парижі. З 1976 року — професор модерної європейської історії університету Тель-Авів. Секретар, а потім президент Всесвітньої сіоністської організації (WZO) і Всесвітнього єврейського конгресу ( WJC ). З 1980-х років бере участь в русі Шалом Ахшав.

## Професійні заняття
Професор історії в Каліфорнійському університеті в Лос-Анджелесі й університеті Тель-Авіва. Автор праць про становище євреїв при нацизмі, про Голокост і ставлення до нього керівництва католицької церкви (папи Пія XII), написаних у рамках концепції Історія повсякденності.
У своїй останній роботі «Нацистська німеччина і євреї», над якою він працював 16 років, Фрідлендер вдається до методу «глобальної історії», досліджуючи водночас механізми злочину і бачення подій жертвами голокосту.
Фрідлендер стверджує, що, до грудня 1941 року Адольф Гітлер не виношував планів масштабного знищення євреїв. Однак, якщо б не було Гітлера, то не було б і голокосту, оскільки ці плани Гітлера та його оточення визріли й були реалізовані в ході війни.

## Вибрані праці
- Auftakt zum Untergang. Hitler und die Vereinigten Staaten von Amerika 1939 — 1941 . Stuttgart:Kohlhammer, 1965 (у співавторстві)
- Pius XII und das Dritte Reich. Eine Dokumentation . Reinbek:Rowohlt, 1965 (у співавторстві)
- Kurt Gerstein oder Die Zwiespältigkeit des Guten . Gütersloh:Bertelsmann, 1968 (перевидавалася)
- History and Psychoanalysis:an Inquiry Into the Possibilities and Limits of Psychohistory . New York:Holmes & Meier, 1978
- Wenn die Erinnerung kommt . München:C. H. Beck, 1979 (автобіографія, перевидавалася)
- Kitsch und Tod. Der Widerschein des Nazismus . München:Hanser, 1984 (кілька разів перевидавалася)
- Nazi Germany and the Jews, v.1: The Years of Persecution 1933—1939, New York : HarperCollins, 1997.
- Nazi Germany and the Jews, v.2: The Years of Extermination, 1939—1945, HarperCollins, 2007
- Das Dritte Reich und die Juden. 1. Die Jahre der Verfolgung 1933—1939 . München:Beck, 1998; 2. Die Jahre der Vernichtung 1939—1945 , München:Beck, 2006
- Den Holocaust beschreiben. Auf dem Weg zu einer integrierten Geschichte . Göttingen:Wallstein, 2007

## Визнання
Праці С. Фрідлендера перекладені на основні європейські мови. Йому присуджені Премія Ганса і Софі Шолль (1998), Премія миру німецьких книгарів (2007), Пулітцерівська премія (2008).